# Pàtrocles (escultor)
Pàtrocles (en grec antic: Πατροκλῆς; en llatí: Patrocles) fou un escultor grec que Plini el Vell situa, amb Naucides, Dinòmenes, i Cànac de Sició el jove, a l'entorn de l'Olimpíada 95 (400 aC).
Pausànies diu que va fer algunes de les estàtues d'un gran grup dedicat per Esparta a Delfos en memòria de la victòria d'Egospòtam. Plini diu que era un dels escultors que van esculpir athletas et armatos et venatores sacrificantesque (atletes, soldats armats, caçadors i sacrificants).
Pausànies parla del seu fill i deixeble anomenat Dèdal, un escultor de segon ordre, que va florir al mateix temps que el pare, i el fa nadiu de Sició. Si fos així, Pàtrocles seria també d'aquesta ciutat.